# انتگرال یوگا
انتگرال یوگا (به انگلیسی: Integral yoga)، که گاهی یوگا سوپرامنتال نیز نامیده می‌شود، فلسفه و تمرین یوگای سری اروبیندو و مادر (میررا آلفاسا) است. محور اصلی یوگا انتگرال این ایده است که روح خود را در یک فرایند فروکش نشان می‌دهد و در عین حال منشأ خود را فراموش می‌کند. روند معکوس تکامل به سمت تجلی کامل روح هدایت می‌شود.
به عقیده سری آروبیندو، وضعیت کنونی تکامل انسان، مرحله‌ای میانی در تکامل هستی است که در راه آشکار شدن روح، و آشکار شدن خود الوهیت در همه چیز است. یوگا تکامل سریع و متمرکز هستی است که می‌تواند در یک عمر اثر بگذارد، درحالی‌که تکامل طبیعی بدون کمک، قرن‌ها طول می‌کشد. آروبیندو یک برنامه به‌نام ساپتا چاتوشتایا (sapta chatushtaya) را برای کمک به این تکامل پیشنهاد می‌کند.